# توبالا
توبالا (به لاتین: Tubala) یک روستا در استونی است که در دهستان پوهالپا واقع شده‌است.

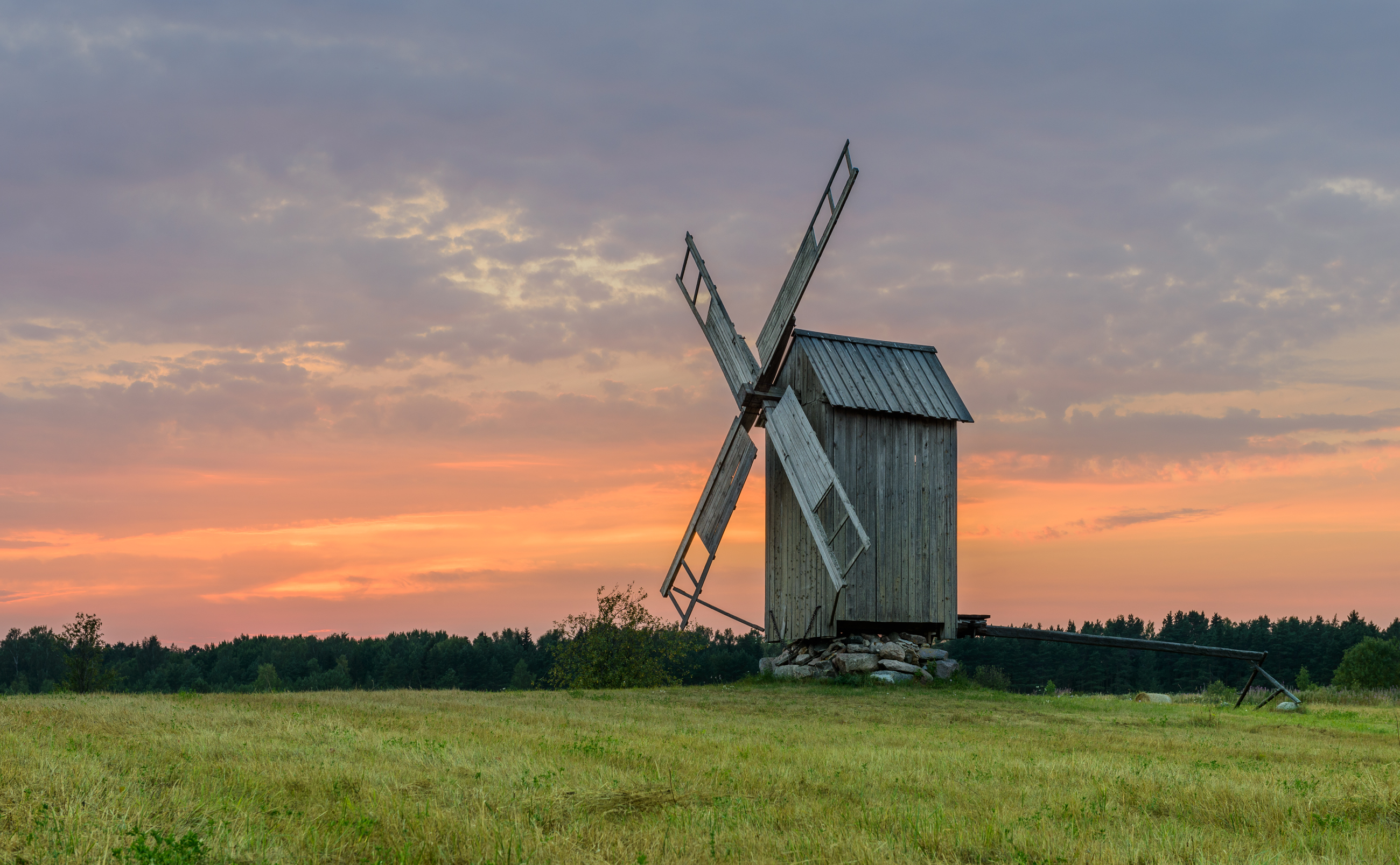
تصویری از آسیاب بادی توبالا، واقع در خود روستای توبالا. این آسیاب بادی در سال ۱۸۸۶ ساخته شده و در سال ۱۹۹۹ مورد ثبت ملی قرار گرفته است.